# مطابقة براهماغوبتا-فيبوناتشي
في الجبر، مطابقة براهماغوبتا (بالإنجليزية: Brahmagupta's identity) أو مطابقة فيبوناتشي (بالإنجليزية: Fibonacci's identity) هي جداء مجموعين لمربع عددين هو ذاته مجموع مربعين. بتعبير آخر فإن زمرة جميع مجاميع مربعي عددين هي زمرة مغلقة بالنسبة لعملية الضرب. هذه المطابقة تعتبر حالة خاصة عندما (n=2) من مطابقة لاغرانج.
ويعبر عنها رياضياً بالشكل:
{\displaystyle {\begin{aligned}\left(a^{2}+b^{2}\right)\left(c^{2}+d^{2}\right)&{}=\left(ac-bd\right)^{2}+\left(ad+bc\right)^{2}\ \qquad \qquad (1)\\&{}=\left(ac+bd\right)^{2}+\left(ad-bc\right)^{2}.\qquad \qquad (2)\end{aligned}}}
على سبيل المثال:
{\displaystyle (1^{2}+4^{2})(2^{2}+7^{2})=30^{2}+1^{2}=26^{2}+15^{2}.\,}

## تاريخ المطابقة
تم اكتشاف هذه المطابقة من قبل عالم الرياضيات والفلك الهندي براهماغوبتا (598-668). وقد ترجمت أعماله من اللغة السنسكريتية إلى اللغة العربية من قبل العالم محمد الفزاري ومن ثم تمت الترجمة إلى اللغة اللاتينية في عام 1126. ومن ثم ظهرت المطابقة لاحقاً في كتاب المربعات من مؤلفات فيبوناتشي.